# Коктебельська селищна рада
Коктебе́льська се́лищна ра́да — адміністративно-територіальна одиниця та орган місцевого самоврядування у складі Феодосійської міської ради Автономної Республіки Крим. Адміністративний центр — селище міського типу Коктебель.

## Загальні відомості
- Населення ради: 3 397 осіб (станом на 2001 рік)

## Населені пункти
Селищній раді підпорядковані населені пункти:
- смт Коктебель
- с. Нанікове

## Склад ради
Рада складається з 23 депутатів та голови.
- Голова ради:
- Секретар ради: Грищак Василь Іванович

### Керівний склад попередніх скликань
| Прізвище, ім'я, по батькові | Основні відомості                                                        | Дата обрання | Дата звільнення |
| --------------------------- | ------------------------------------------------------------------------ | ------------ | --------------- |
| Булига Олексій Миколайович  | Селищний голова, 1954 року народження, освіта вища, безпартійний         | 26.03.2006   | 31.10.2010      |
| Булига Олексій Миколайович  | Селищний голова, 1954 року народження, освіта вища, член Партії регіонів | 31.10.2010   | 30.01.2014      |

Примітка: таблиця складена за даними сайту Верховної Ради України

### Депутати
За результатами місцевих виборів 2010 року:
- Кількість мандатів: 23
- Кількість мандатів, отриманих за результатами виборів: 22
- Кількість мандатів, що залишаються вакантними: 1

#### За суб'єктами висування
| Суб'єкт висування           | Кількість обраних депутатів | %    |
| --------------------------- | --------------------------- | ---- |
| Самовисування               | 12                          | 54,5 |
| Партія регіонів             | 8                           | 36,4 |
| Комуністична партія України | 2                           | 9,1  |

#### За округами
| № округу                    | Прізвище, ім'я, по батькові     | Дата визнання обраним | Освіта  | Партійна приналежність                  | Відомості про обраного депутата                                              |
| --------------------------- | ------------------------------- | --------------------- | ------- | --------------------------------------- | ---------------------------------------------------------------------------- |
| Комуністична партія України |                                 |                       |         |                                         |                                                                              |
| 3                           | Перелигін Георгій Захарович     | 02.11.2010            | вища    | позапартійний                           | ООО КД «Коктебель», тракторист-машиніст                                      |
| 18                          | Адаменко Ольга Вікторівна       | 02.11.2010            | вища    | позапартійна                            | Коктебельська селищна рада, секретар                                         |
| Партія регіонів             |                                 |                       |         |                                         |                                                                              |
| 1                           | Черкас Володимир Іванович       | 02.11.2010            | середня | член Партії регіонів                    | приватний підприємець                                                        |
| 8                           | Носачов Андрій Анатолійович     | 02.11.2010            | вища    | позапартійний                           | приватний підприємець                                                        |
| 9                           | Баранков Павло Юрійович         | 02.11.2010            | вища    | позапартійний                           | виконком Коктебельської селищної ради, спеціаліст                            |
| 11                          | Факторович Олександр Феліксович | 02.11.2010            | середня | член Партії регіонів                    | приватний підприємець                                                        |
| 13                          | Самченко Ганна Василівна        | 02.11.2010            | вища    | позапартійна                            | ЗАТ ТОСК «Примор'є», керівник                                                |
| 15                          | Гусєв Микола Володимирович      | 02.11.2010            | вища    | позапартійний                           | приватний підприємець                                                        |
| 17                          | Грищак Василь Іванович          | 02.11.2010            | вища    | позапартійний                           | КП «Фасад», керівник                                                         |
| 19                          | Комірна Олена Юріївна           | 02.11.2010            | вища    | позапартійна                            | виконком Коктебельської селищної ради, фахівець                              |
| Самовисування               |                                 |                       |         |                                         |                                                                              |
| 2                           | Данильченко Фідель Тимофійович  | 02.11.2010            | вища    | член Партії регіонів                    | ООО «Рибгосп Хвиля революції», директор                                      |
| 4                           | Мельниченко Артем Олександрович | 02.11.2010            | середня | член Партії регіонів                    | приватний підприємець                                                        |
| 5                           | Єфимов Сергій Володимирович     | 02.11.2010            | вища    | позапартійний                           | податкова міліція Феодосійської міжрайнної ДПІ, заступник начальника відділа |
| 6                           | Сініцин Олександр Володимирович | 02.11.2010            | середня | позапартійний                           | тимчасово не працює                                                          |
| 10                          | Боровік Максим Юрійович         | 02.11.2010            | середня | позапартійний                           | пенсіонер                                                                    |
| 12                          | Батлук Ганна Володимирівна      | 02.11.2010            | середня | член Політичної партії «Сильна Україна» | тимчасово не працює                                                          |
| 14                          | Полещук Олег Вікторович         | 02.11.2010            | середня | позапартійний                           | ТОВ «Голубий залів», начальник відділу озеленення                            |
| 16                          | Бахмутов Сергій Іванович        | 02.11.2010            | вища    | позапартійний                           | Феодосійський РЕМ ВАТ «Крименерго», заступник керівника з технічних питань   |
| 20                          | Діденко Олександр Сергійович    | 02.11.2010            | середня | член Партії регіонів                    | приватний підприємець                                                        |
| 21                          | Нестерова Ірина Олексійовна     | 02.11.2010            | середня | позапартійна                            | приватний підприємець                                                        |
| 22                          | Нестеров Олексій Дмитрович      | 02.11.2010            | середня | член Партії регіонів                    | тимчасово не працює                                                          |
| 23                          | Усеінов Енвер Асанович          | 02.11.2010            | середня | позапартійний                           | пенсіонер                                                                    |